# Incoronazione dei faraoni

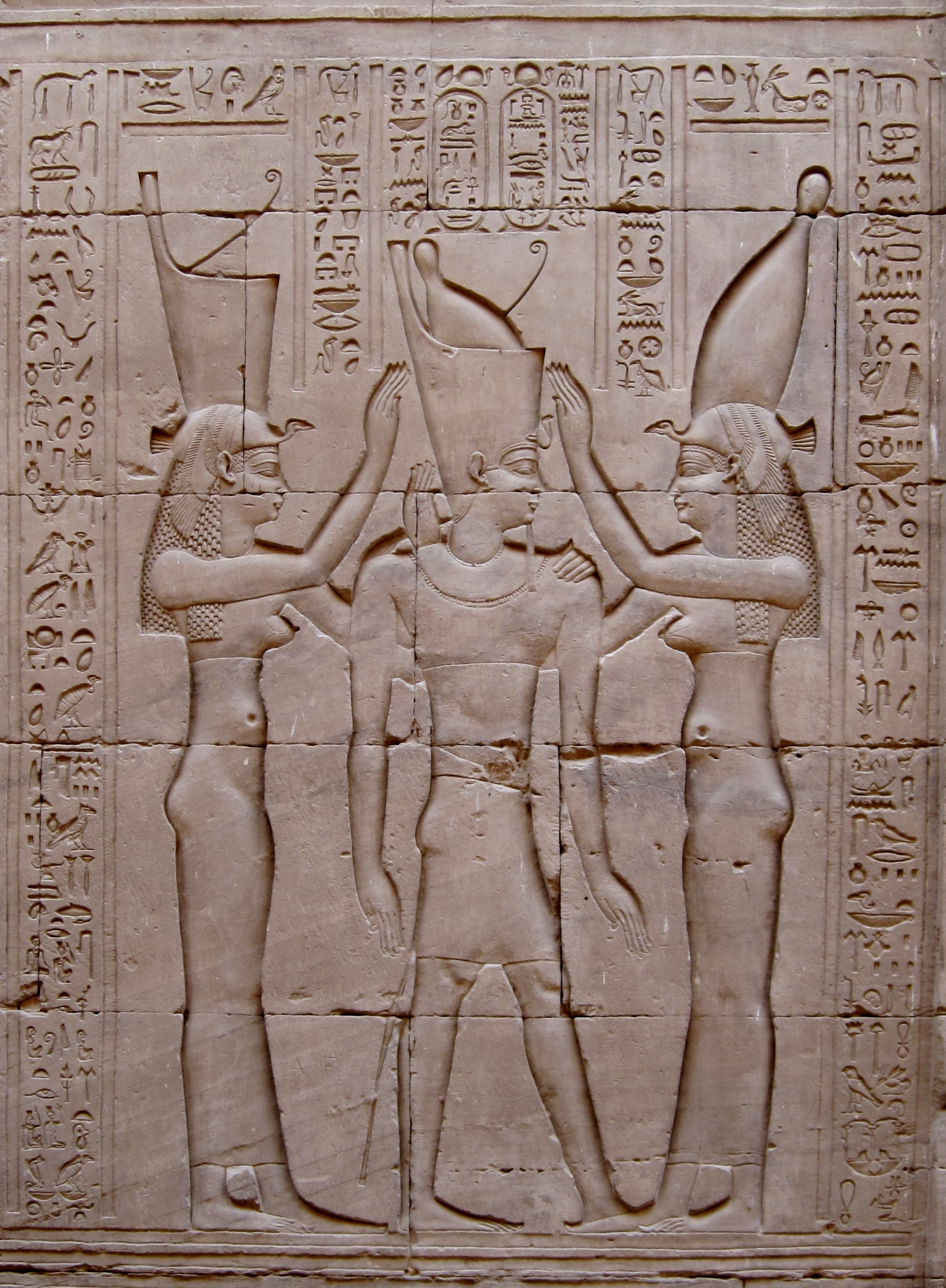
Rilievo raffigurante il faraone Tolomeo VIII incoronato dalle dee Uadjet (dea dell'Alto Egitto) e Nekhbet (dea del Basso Egitto), 130 a.C. ca. (Tempio di Horus, Edfu)

L'incoronazione dei faraoni era un rito estremamente importante nell'Egitto arcaico e antico, e imperniato sui concetti di potere e comando fra il predecessore e il successore. L'ascesa al trono era celebrata nell'ambito di svariati riti, cerimoniali e festeggiamenti.

## Origini
La celebrazione dell'incoronazione era una lunga serie di cerimonie che avrebbero anche potuto occupare un anno intero. Per questa ragione, oggi gli egittologi preferiscono chiamare l'anno in cui un faraone salì al trono "Anno dell'incoronazione". Le immagini più antiche di un'incoronazione faraonica sono state individuate su oggetti risalenti al regno del sovrano predinastico Scorpione II, intorno al 3100 a.C. A quell'epoca, una successione avrebbe potuto dare adito a guerre o invasioni di popoli vicini e regni proto-egizi.
Un simile scenario non differirebbe molto dalle azioni militari intraprese dai nemici dell'Egitto in epoche successive: per esempio, alla morte del faraone-donna Hatshepsut (1458 a.C.), il signore di Qadeš spinse il suo esercito verso Megiddo nella speranza che il giovane Thutmose III non fosse ancora in grado di contrattaccare. A partire da re Narmer (fondatore della I dinastia) i conflitti fra i regni proto-egizi potrebbero essere stati simulati ed evocati in rituali e festeggiamenti appositi.
La principale fonte d'informazione su di un'accessione al trono e sulle cerimonie dell'incoronazione sono le iscrizioni sulla Pietra di Palermo, una lastra di basalto nero che elenca i sovrani che regnarono sull'Egitto dalla I dinastia fino a Neferirkara Kakai (ca. 2475 a.C. - 2455 a.C.), terzo faraone della V dinastia. La pietra registra inoltre alcuni eventi dei loro regni come la creazione di statue, fondazione di città e altri centri, conte del bestiame e festività religiose come i giubilei Heb-Sed; fornisce anche la data dell'accessione del sovrano. Il primo anno del faraone sul trono, detto "Anno dell'incoronazione", non rientrava nella somma effettiva degli anni di regno, e la pietra menziona solo le cerimonie più importanti che ebbero luogo nel primo anno di ciascun re.

## Cerimonie
L'incoronazione prevedeva molti, lunghi riti, cerimoniali e festeggiamenti che il re doveva celebrare in prima persona prima di poter indossare le corone d'Egitto.

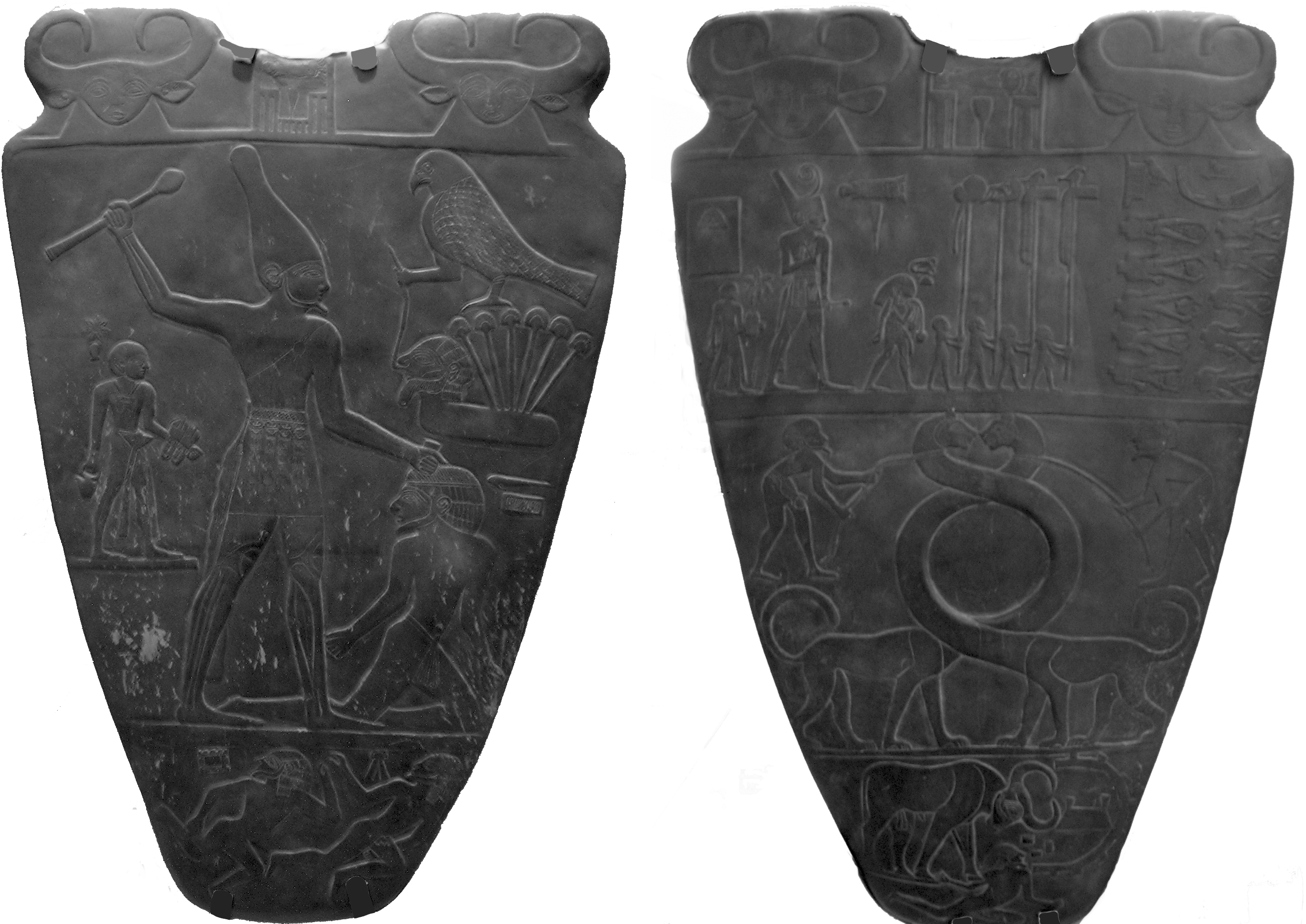
La Tavoletta di Narmer, raffigurante Narmer che abbatte un nemico e, sul retro, i due serpopardi. Museo egizio del Cairo.

### Unificazione delle Due Terre
La cerimonia della "Unificazione delle Due Terre" potrebbe aver avuto, in epoca predinastica, collegamenti con il tradizionale "Abbattimento del nemico", un rituale nel quale il capo della nazione sconfitta era colpito a morte dal faraone vittorioso mediante una mazza cerimoniale. L'illustrazione più famosa di questo rituale potrebbe essere la Tavoletta di Narmer. Sulle facce di questa tavoletta, elementi mitologici e simbolici completano la narrazione vera e propria: due serpopardi (leopardi dal collo fantasiosamente lungo) dai colli intrecciati potrebbero simboleggiare una più pacifica unione dell'Alto e del Basso Egitto.
Un'altra rappresentazione simbolica della festa dell'Unificazione compare in rilievo sul trono di una statua di Sesostri I, secondo faraone della XII dinastia, assiso: rappresenta gli dei Horus e Seth intenti a intrecciare una pianta di papiro e una di loto (appunto piante araldiche delle Due Terre) intorno a una trachea terminante con un pilastro djed - atto che simboleggia l'unione durevole dell'Alto e del Basso Egitto mentre Sesostri I sedeva sul trono.

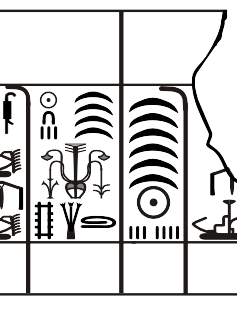
L'anno di incoronazione di re Djer (3° riquadro da destra, il più largo), così come compare sulla Pietra di Palermo. Comprende - dall'alto verso il basso - una "seconda data di morte", il simbolo sema-tauy dell'unificazione del Paese e i geroglifici che designano la "Circumambulazione delle Bianche Mura".

### Circumambulazione delle Bianche Mura
La cerimonia della "Circumambulazione delle Bianche Mura" è nota grazie a un'iscrizione della Pietra di Palermo. Secondo una leggenda, le "Bianche Mura", in egizio Inebu Hedj, l'odierna Menfi, furono erette dal mitico re Menes come centro del governo dell'Egitto. La Circumambulazione delle mura di Menfi, celebrata con una processione rituale intorno alla città, si svolgeva per rafforzare i diritti del re sul trono e la sua pretesa sulla città come sede del potere.

### Apparizione del re
La festa della "Apparizione del re" è parimenti conosciuta grazie alla Pietra di Palermo. Questa cerimonia si svolgeva immediatamente dopo l'incoronazione vera e propria, come conferma del diritto del re a regnare. Al termine dell'anno dell'incoronazione, la "Apparizione" ogni secondo anno. La prima notizia al riguardo risale a re Djoser, prima faraone della III dinastia. Fonti egizie molto più tarde rivelano che questa cerimonia si componeva di tre passaggi: 
- "Apparizione del Re dell'Alto Egitto", in egizio khaj-nisut;
- "Apparizione del Re del Basso Egitto", in egizio khaj-bitj;
- "Apparizione del Re dell'Alto e del Basso Egitto", in egizio khaj-nisut-bitj[2][3][4][5].

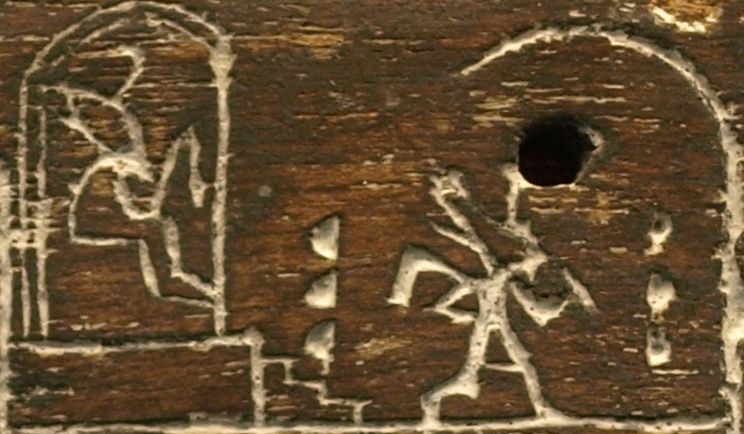
Placchetta eburnea di Den che effettua la corsa rituale, parte della "Festa Sed". British Museum, Londra.

### FestaSed
Una delle più importanti feste dell'antico Egitto concernenti la durata di un faraone sul trono era la "Festa Sed", o Heb-Sed. Questa grande cerimonia includeva a sua volta vari rituali complessi, non ancora del tutto interpretati e raramente illustrati in raffigurazioni antiche. Dopo di quella officiata fra le cerimonie dell'incoronazione, una replica si svolgeva allo scadere del 30º anno di regno del faraone: per questo motivo, la Heb-Sed fu chiamata, dagli antichi greci, Triakontaeteris, che significa "Giubileo del trentennale". Ripetuta quindi dopo 30 anni del medesimo regno, anche se questa norma temporale ebbe numerose eccezioni, in particolare durante il lungo regno di Ramses II (1279 a.C. - 1213 a.C.), che nel corso di 64 anni sul trono celebrò ben 14 Giubilei Sed.
Fra i faraoni dinastici più antichi per i quali è archeologicamente attestata la celebrazione di almeno una "Festa Sed" sono Narmer, Den, Qa'a, Ninetjer e l'enigmatico Uadjenes. Rare raffigurazioni artistiche di riti associati alla "Festa Sed" sono state individuate in alcuni rilievi dell'Antico Regno, situati nelle gallerie al di sotto della Piramide a gradoni di Djoser (III dinastia), a Saqqara; altre se ne trovano a Dahshur e risalgono al regno di Snefru (fondatore della IV dinastia). Altri sovrani semplicemente asserirono di aver celebrato l'Heb-Sed, sebbene le evidenze archeologiche attestino con certezza che non regnarono per 30 anni: fra questi, Anedjib della I dinastia e Akhenaton della XVIII dinastia.

### Festa di Sokar

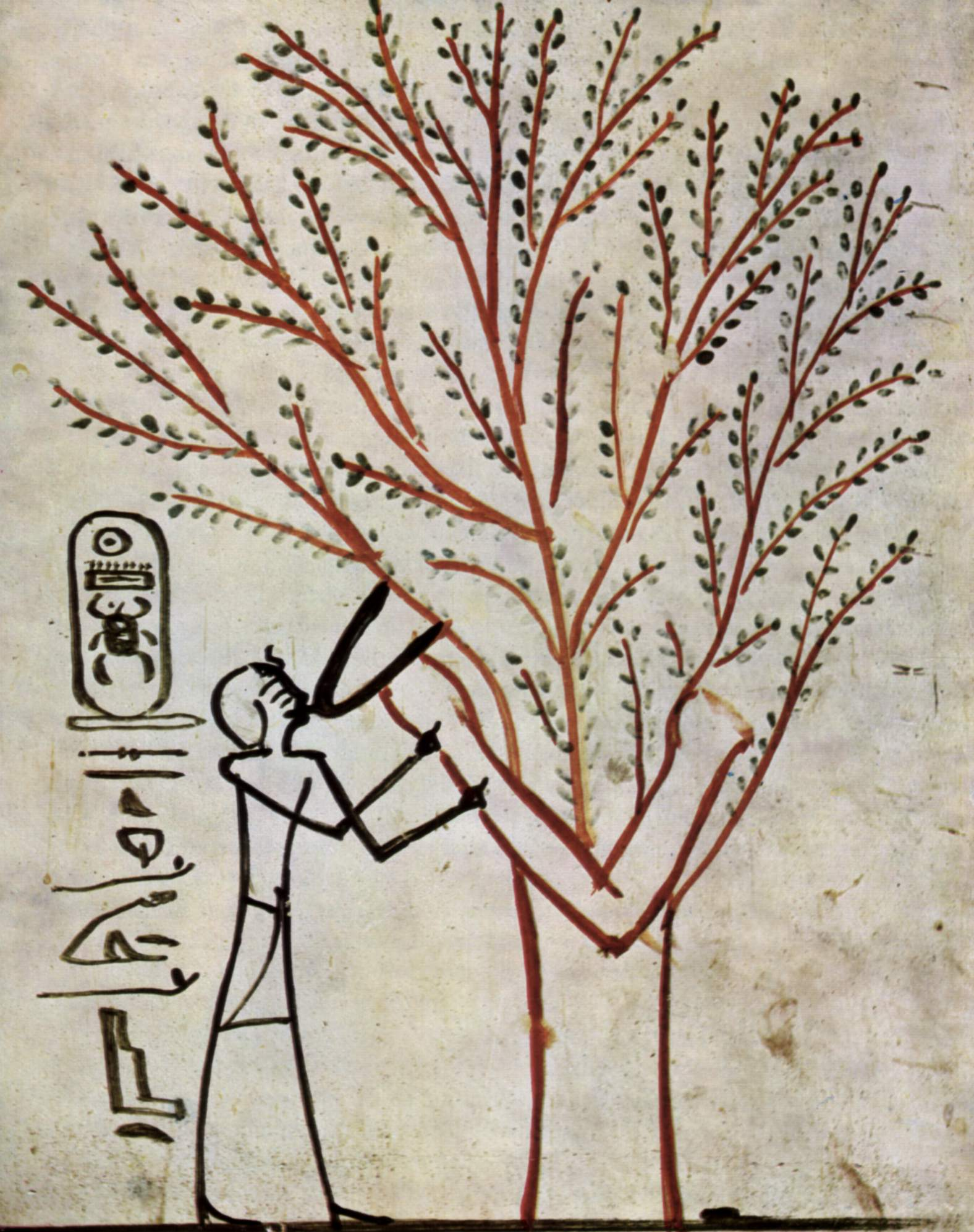
Thutmose III allattato dal sacro albero imat, dalla sua tomba nella Valle dei Re.

La "Festa di Sokar" sarebbe - così come la "Festa Sed" - una delle celebrazioni più antiche, già menzionata su manufatti predinastici e su alcune placchette in avorio appartenenti ai re Scorpione II, Narmer, Aha e Djer. Nella sua forma primitiva, lo svolgimento di questa cerimonia avrebbe previsto la creazione di una barca sacra sormontata da una statua del dio Sokar, poi posizionata dal faraone sulle acque di un lago sacro o del Nilo. Un altro rituale avrebbe previsto l'erezione di un pilastro djed riccamente decorato e pavesato. Nei primi tempi (a partire dalla II dinastia), questa cerimonia, celebrata nell'ambito dell'incoronazione, doveva commentare la morte (fisica o simbolica) del precedente faraone; la "Festa di Sokar" era ripetuta ogni sei anni, e la quinta celebrazione coincideva con il giubileo Heb-Sed - pare inoltre che, oltre a essere connessa alla incoronazione del nuovo sovrano, lo fosse anche alla fondazione della sua futura tomba. Sokar era il dio funerario della necropoli di Menfi, dei morti, della tenebra e del decadimento della terra.

### Allattamento del giovane re
Questa cerimonia fu introdotta durante la VI dinastia, sotto il faraone Pepi II (ca. 2278 - 2216/2184 a.C.), che salì al trono all'età di 6 anni. Il cosiddetto "Allattamento del re" non era inscenato letteralmente, ma raffigurato mediante statuine in cui il re figurava come un bambino nudo, seduto sulle gambe della dea Iside e allattato dal suo seno. Questo tipo di immagini potrebbe essere stato concepito per sottolineare la natura divina del faraone, e potrebbe aver ispirato, millenni dopo, l'iconografia cristiana della "Madonna col Bambino". Versioni più tarde rappresentava il re come un adolescente allattato dal sacro albero imat.

## Galleria d'immagini

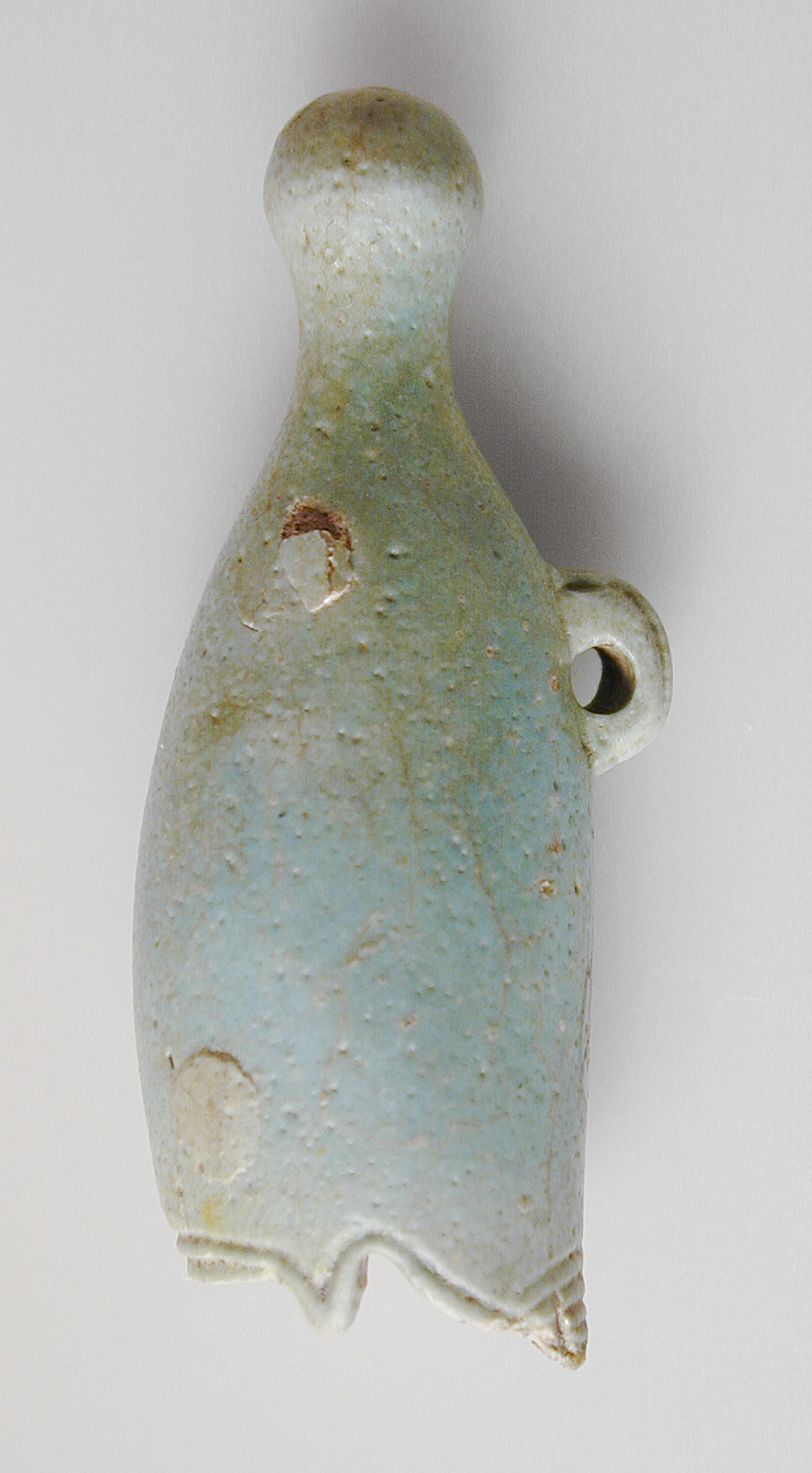
Amuleto in faience della Corona Bianca (hedjet) dell'Alto Egitto. Los Angeles County Museum of Art, Los Angeles.
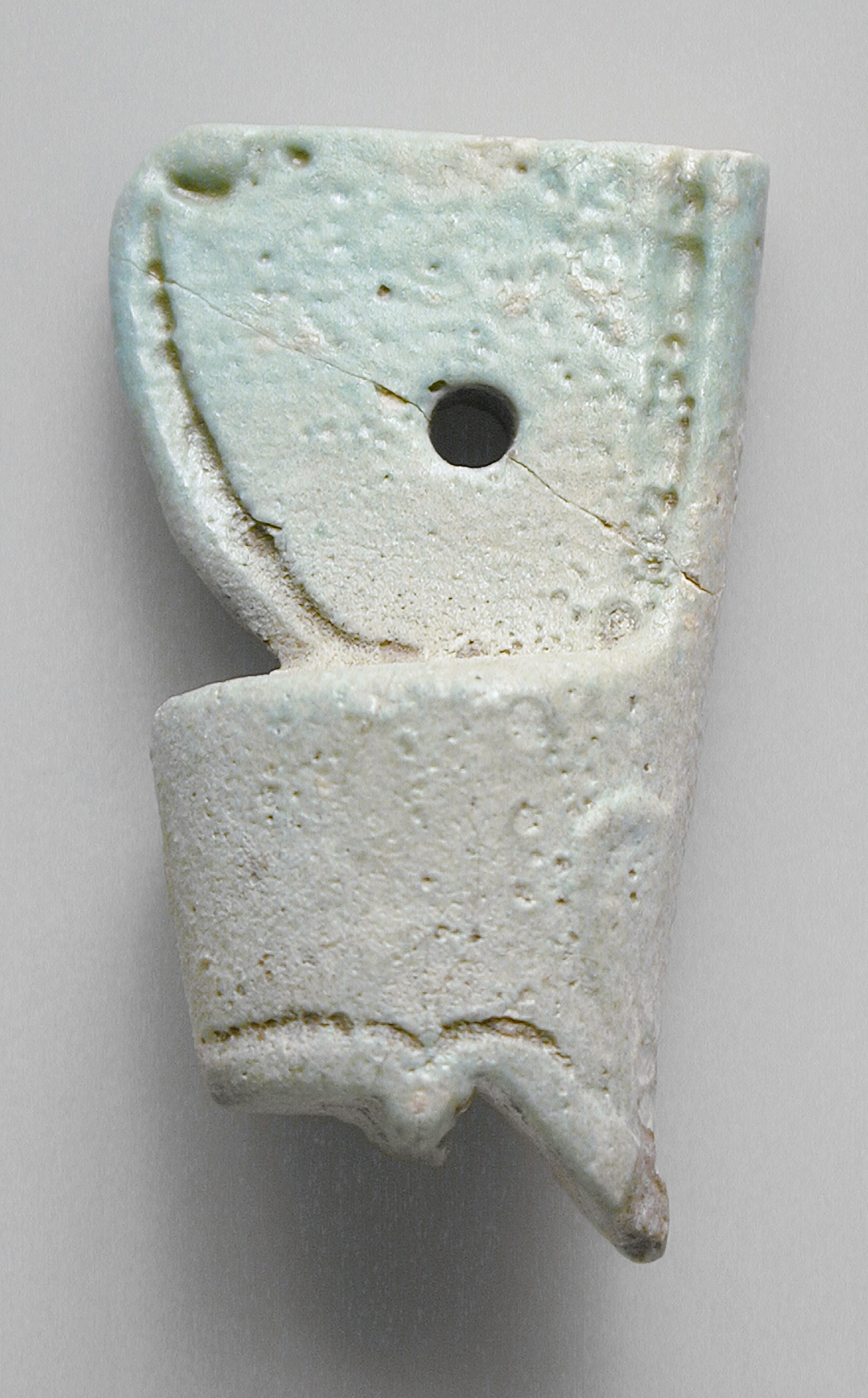
Amuleto in faience della Corona Rossa (deshret) del Basso Egitto. Los Angeles County Museum of Art, Los Angeles.
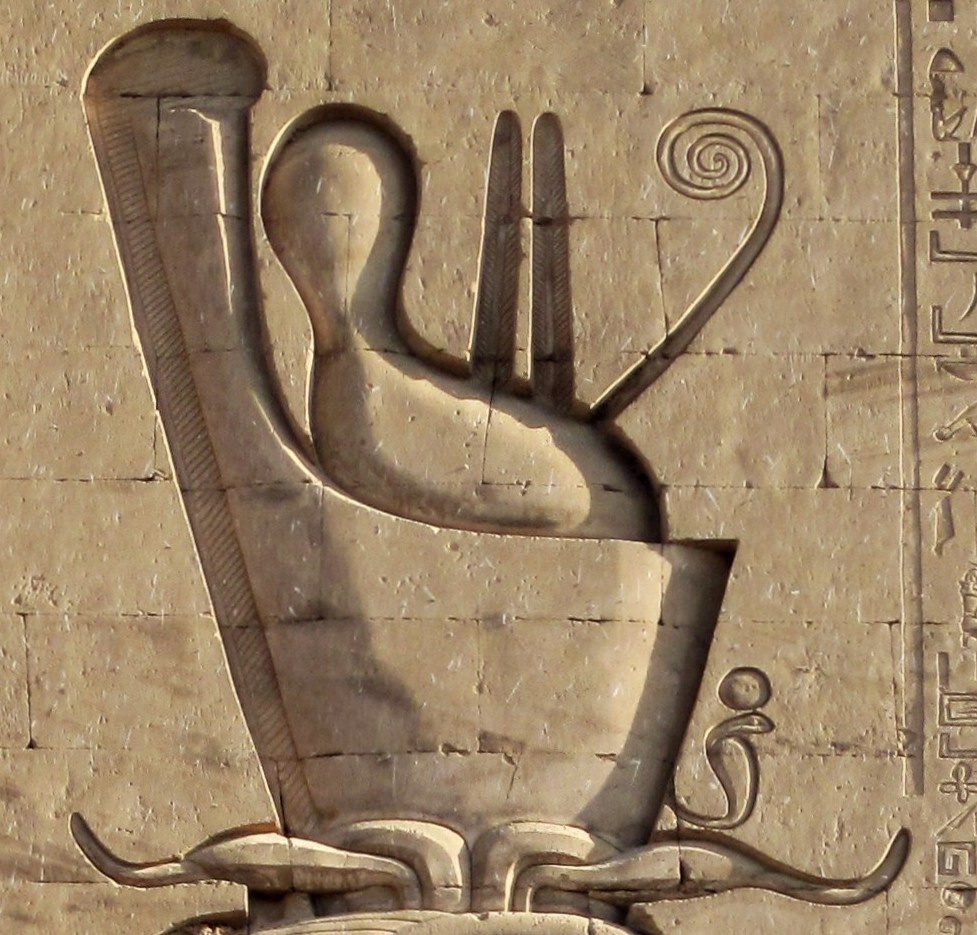
La Doppia Corona (pschent), rossa (deshret) e bianca (hedjet), dell'Alto e del Basso Egitto. Dettaglio d'un rilievo di Horus su un pilone del Tempio di Edfu.
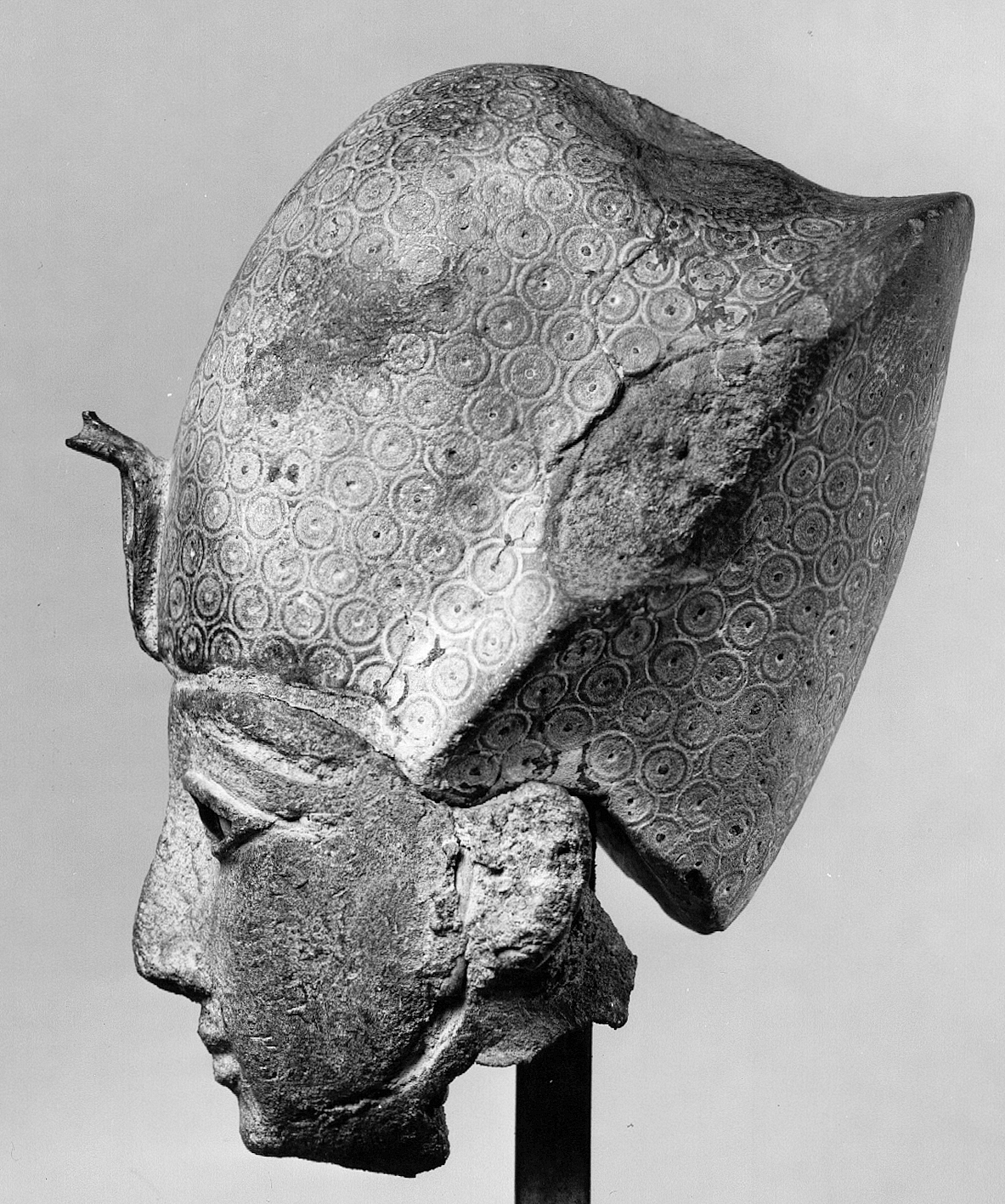
Testa di un faraone, in bronzo, recante la Corona Blu (khepresh) della guerra. Walters Art Museum, Baltimora.
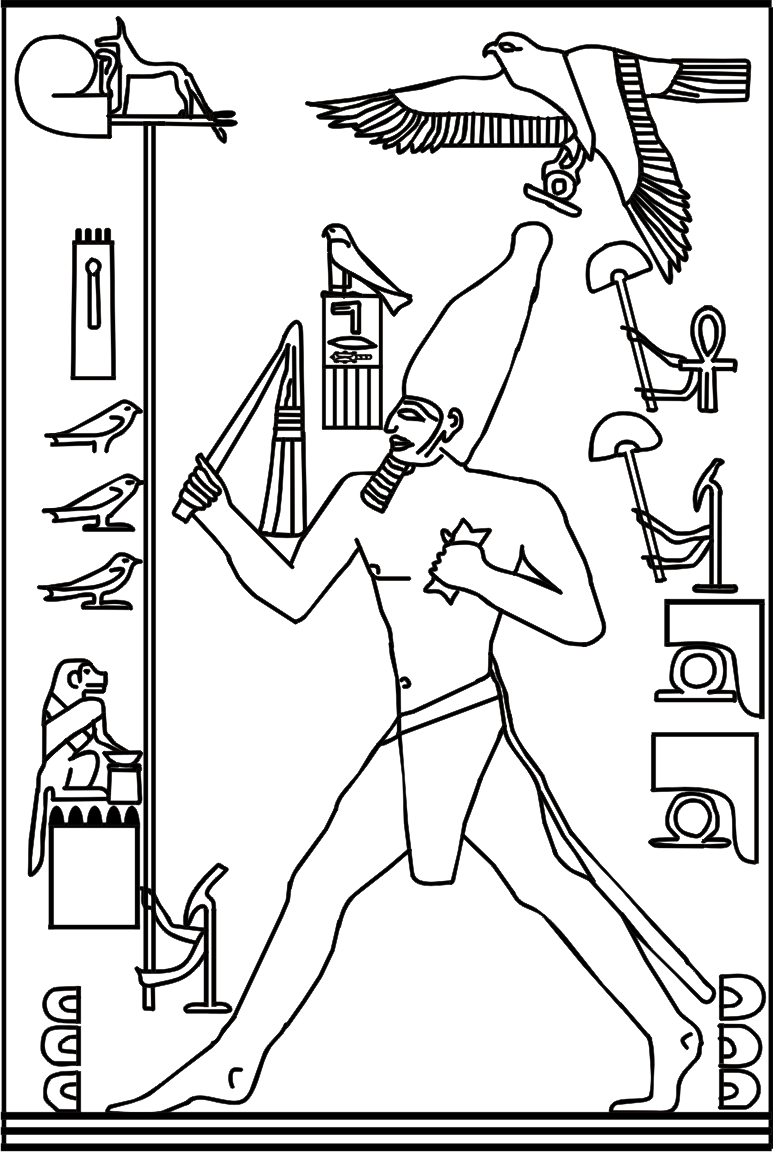
Disegno tratto da un rilievo nelle gallerie sotterranee della piramide a gradoni. Djoser (III dinastia) è raffigurato mentre corre durante la cerimonia Heb-Sed.
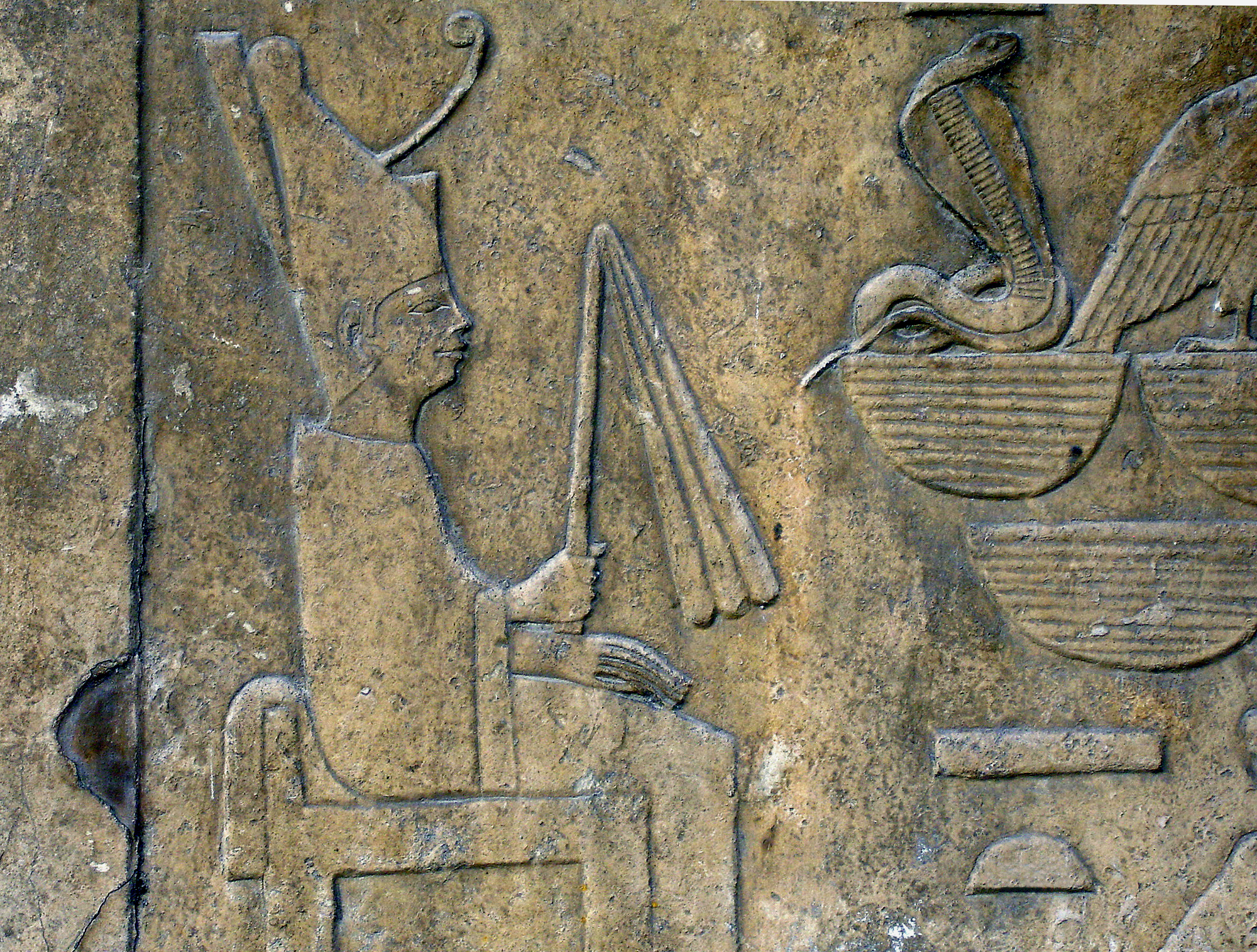
Rilievo raffigurante Snefru, fondatore della IV dinastia, in un momento dell'Heb-Sed. Facciata del Museo egizio del Cairo.